# Mistrzostwa Europy w Lekkoatletyce 1950 – bieg na 100 m kobiet

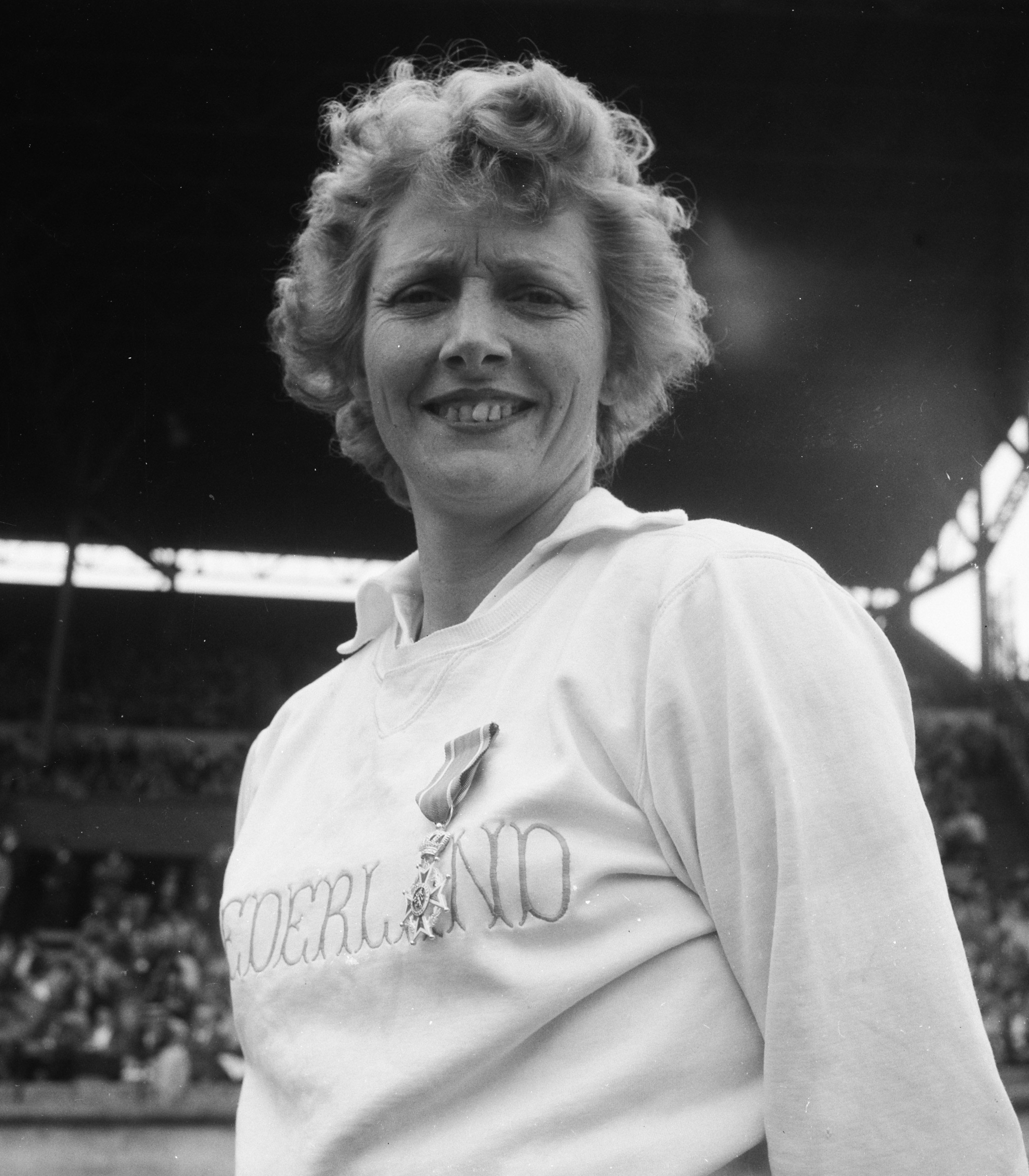
Fanny Blankers-Koen (1949)

Bieg na dystansie 100 metrów kobiet był jedną z konkurencji rozgrywanych podczas IV Mistrzostw Europy w Brukseli. Biegi eliminacyjne zostały rozegrane 24 sierpnia, a bieg finałowy 25 sierpnia 1950 roku. Zwyciężczynią tej konkurencji została Holenderka Fanny Blankers-Koen przed obrończynią tytułu Jewgieniją Sieczenową z ZSRR. W rywalizacji wzięło udział piętnaście zawodniczek z siedmiu reprezentacji.

## Rekordy
| Rekord świata     | Fanny Blankers-Koen (NED)    | 11,5 | Amsterdam, Holandia | 13.06.1948 |
| Rekord Europy     | Fanny Blankers-Koen (NED)    | 11,5 | Amsterdam, Holandia | 13.06.1948 |
| Rekord mistrzostw | Stanisława Walasiewicz (POL) | 11,9 | Wiedeń, III Rzesza  | 17.09.1938 |
| Rekord mistrzostw | Jewgienija Sieczenowa (SUN)  | 11,9 | Oslo, Norwegia      | 22.08.1946 |

## Wyniki

### Eliminacje
Bieg 1
| Miejsce | Zawodniczka         | Czas | Uwagi |
| ------- | ------------------- | ---- | ----- |
| 1       | Fanny Blankers-Koen | 11,7 | Q CR  |
| 2       | June Foulds         | 12,2 | Q     |
| 3       | Yvette Monginou     | 12,6 |       |
| 4       | Gertrud Heusser     | 13,4 |       |
| –       | Sanija Malszyna     | DQ   |       |

Bieg 2
| Miejsce | Zawodniczka      | Czas | Uwagi |
| ------- | ---------------- | ---- | ----- |
| 1       | Zoja Duchowicz   | 12,3 | Q     |
| 2       | Elspeth Hay      | 12,5 | Q     |
| 3       | Gré de Jongh     | 12,5 |       |
| 4       | Josette Demeuter | 13,4 |       |

Bieg 3
| Miejsce | Zawodniczka           | Czas | Uwagi |
| ------- | --------------------- | ---- | ----- |
| 1       | Jewgienija Sieczenowa | 12,4 | Q     |
| 2       | Colette Aïtelli       | 12,5 | Q     |
| 3       | Dorothy Hall          | 12,5 |       |
| 4       | Xenia Stad-de Jong    | 12,6 |       |
| 5       | Vittoria Cesarini     | 12,8 |       |
| 6       | Anna Van Rossum       | 13,7 |       |

### Finał
| Miejsce | Zawodniczka           | Czas | Uwagi |
| ------- | --------------------- | ---- | ----- |
| 1       | Fanny Blankers-Koen   | 11,7 | =CR   |
| 2       | Jewgienija Sieczenowa | 12,3 |       |
| 3       | June Foulds           | 12,4 |       |
| 4       | Zoja Duchowicz        | 12,4 |       |
| 5       | Elspeth Hay           | 12,5 |       |
| 6       | Colette Aïtelli       | 12,5 |       |